# Acesta virgo
Acesta virgo is een tweekleppigensoort uit de familie van de Limidae. De wetenschappelijke naam van de soort is voor het eerst geldig gepubliceerd in 1968 door Habe & Okutani.